# Campionati del mondo di ciclismo su pista 2022 - Inseguimento a squadre femminile
La gara di inseguimento a squadre femminile ai Campionati del mondo di ciclismo su pista 2022 si è svolta il 12 e il 13 ottobre 2022. Vi hanno gareggiato in totale 16 squadre da altrettante nazioni.

## Podio
| Pos.    | Squadra       | Atlete                                                                         |
| ------- | ------------- | ------------------------------------------------------------------------------ |
| Oro     | Italia        | Martina Alzini Elisa Balsamo Chiara Consonni Martina Fidanza Vittoria Guazzini |
| Argento | Gran Bretagna | Katie Archibald Megan Barker Neah Evans Josie Knight Anna Morris               |
| Bronzo  | Francia       | Victoire Berteau Marion Borras Clara Copponi Valentine Fortin                  |

## Risultati

### Qualificazioni[3]
I migliori 8 tempi avanzano al primo turno. Tra questi, i primi 4 rimangono nella lotta per l'oro, mentre i restanti 4 per il bronzo.
| Posizione | Nazione       | Atlete                                                                  | Tempo    | Gap       | Note |
| --------- | ------------- | ----------------------------------------------------------------------- | -------- | --------- | ---- |
| 1         | Italia        | Elisa Balsamo Chiara Consonni Martina Fidanza Vittoria Guazzini         | 4:11.005 |           | Q    |
| 2         | Gran Bretagna | Neah Evans Katie Archibald Megan Barker Josie Knight                    | 4:13.177 | +2.112    | Q    |
| 3         | Francia       | Marion Borras Clara Copponi Valentine Fortin Victoire Berteau           | 4:13.425 | +2.420    | Q    |
| 4         | Australia     | Chloe Moran Georgia Baker Alexandra Manly Maeve Plouffe                 | 4:15.173 | +4.168    | Q    |
| 5         | Germania      | Lena Charlotte Reißner Lea Lin Teutenberg Franziska Brauße Mieke Kröger | 4:16.901 | +5.890    | q    |
| 6         | Paesi Bassi   | Daniek Hengeveld Maike van der Duin Mylène de Zoete Marit Raaijmakers   | 4:17.770 | +6.765    | q    |
| 7         | Canada        | Maggie Coles-Lyster Sarah Van Dam Erin Attwell Ruby West                | 4:18.877 | +7.872    | q    |
| 8         | Stati Uniti   | Jennifer Valente Lily Williams Colleen Gulick Megan Jastrab             | 4:19.119 | +8.114    | q    |
| 9         | Irlanda       | Emily Kay Alice Sharpe Lara Gillespie Kelly Murpy                       | 4:19.934 | +8.929    |      |
| 10        | Cina          | Huang Zhilin Wang Susu Wang Xiaoyue Zhang Hongjie                       | 4:22.027 | +11.022   |      |
| 11        | Polonia       | Karolina Karasiewicz Daria Pikulik Karolina Kumięga Wiktoria Pikulik    | 4:23.952 | +12.974   |      |
| 12        | Spagna        | Tania Calvo Eukene Larrarte Isabella Escalera Ziortza Isasi             | 4:35.662 | +24.657   |      |
| 13        | Messico       | Victoria Velasco Yareli Acevedo Jessica Bonilla Maria Gaxiola           | 4:36.934 | +25.929   |      |
| 14        | Hong Kong     | Lee Sze Wing Leung Bo Yee Leung Wing Yee Pang Yao                       | 4:40.911 | +29.906   |      |
| 15        | Uzbekistan    | Sofiya Karimova Nafosat Kozieva Yanina Kuskova Margarita Misyurina      | 4:42.432 | +31.427   |      |
| 16        | Nigeria       | Tawakalt Yekeen Treasure Coxson Tombrapa Grikpa Mary Samuel             | 5:24.549 | +1:13.544 |      |

### Primo turno[4]
Le batterie del primo turno saranno disputate come segue:
Batteria 1: 6° vs 7° nelle qualificazioni
Batteria 2: 5° vs 8° nelle qualificazioni
Batteria 3: 2° vs 3° nelle qualificazioni
Batteria 4: 1° vs 4° nelle qualificazioni
Le vincenti della terza e quarta batteria disputeranno la finale per la medaglia d'oro. Le restanti 6 saranno classificate per i tempi ottenuti, e le migliori 2 disputeranno la finale per la medaglia di bronzo.
| Batteria | Posizione | Nazione       | Atlete                                                                | Tempo    | Gap    | Note |
| -------- | --------- | ------------- | --------------------------------------------------------------------- | -------- | ------ | ---- |
| 1        | 1         | Paesi Bassi   | Daniek Hengeveld Maike van der Duin Mylène de Zoete Marit Raaijmakers | 4:14.869 |        |      |
| 1        | 2         | Canada        | Maggie Coles-Lyster Sarah Van Dam Erin Attwell Ruby West              | 4:15.835 | +0.966 |      |
| 2        | 1         | Germania      | Lena Charlotte Reißner Franziska Brauße Lana Eberle Mieke Kröger      | 4:15.017 |        |      |
| 2        | 2         | Stati Uniti   | Shayna Powless Lily Williams Colleen Gulick Megan Jastrab             | 4:21.460 | +6.359 |      |
| 3        | 1         | Gran Bretagna | Neah Evans Katie Archibald Josie Knight Anna Morris                   | 4:10.109 |        | QG   |
| 3        | 2         | Francia       | Marion Borras Clara Copponi Valentine Fortin Victoire Berteau         | 4:11.329 | +1.220 | QB   |
| 4        | 1         | Italia        | Elisa Balsamo Martina Alzini Chiara Consonni Vittoria Guazzini        | 4:11.562 |        | QG   |
| 4        | 2         | Australia     | Chloe Moran Georgia Baker Alexandra Manly Maeve Plouffe               | 4:13.929 | +2.367 | QB   |

### Finali[5]
| Posizione            | Nazione     | Atlete                                                          | Tempo    | Gap    | Note |
| -------------------- | ----------- | --------------------------------------------------------------- | -------- | ------ | ---- |
| Finale per l'oro     |             |                                                                 |          |        |      |
| 1                    | Italia      | Elisa Balsamo Chiara Consonni Martina Fidanza Vittoria Guazzini | 4:09.760 |        |      |
| 2                    | Regno Unito | Neah Evans Katie Archibald Josie Knight Anna Morris             | 4:11.369 | +1.609 |      |
| Finale per il bronzo |             |                                                                 |          |        |      |
| 3                    | Francia     | Marion Borras Clara Copponi Valentine Fortin Victoire Berteau   | 4:10.774 |        |      |
| 4                    | Australia   | Chloe Moran Georgia Baker Alexandra Manly Maeve Plouffe         | 4:13.866 | +3.092 |      |